# ピアノセブン
ピアノセブン（Piano Seven）は、ピアノ7台によるスイスのピアノ・アンサンブル。これまでに行った演奏会はおよそ200回。サミット・レセプション参加者やタイ前国王など多くの国賓に対して御前演奏も行っている。

## 結成
フランソワ・リンデマンとセバスチャン・サンタ・マリアが実験的に7名のピアニストで共演してみたことがグループ結成のきっかけ。
1986年、スイス・ローザンヌのカジノ・ド・モンブノンにおいて初公演。

## 音楽的特徴
作曲はピアニスト自身が行っており、ラヴェル、ドビュッシー、ストラヴィンスキー、バルトーク、サティ、ピアソラといった作曲家に影響を受けた情熱的で甘美な音楽が特徴。

## メンバー及び構成
7名のピアニストに弦楽トリオ（チェロ・バイオリン・コントラバス）、2名のパーカッショニスト。
演奏者の多くは交代したが、第一回からすべての公演にリーダーであるフランソワ・リンデマンは出演し続けている。1991年頃よりジャンルを超えたゲスト奏者を迎えるようになり、現在のスタイルを確立する。

## シリーズPIANO SEVEN with string trio & percussion
3～4年のペースで新作を発表しこれまでに8シリーズを制作。上記の新シリーズの活動が始まったのは2013年頃から。ピアノ、パーカッション、歌などマルチに活躍するパスカル・ オベルソンが加入した後、弦楽トリオとしてピエール＝フランソワ・マシー、ファブリス・ロワイヤル、ステファニー・デカィエ、パーカッションを担当するマティアス・コシャーが参加するようになる。

## 活動
これまでにヨーロッパにおいてCDやDVDが発売されたほか、スイス国内はもとより海外公演も多数（スイス、フランス、ベルギー、レバノン、エジプト、ブラジル、タイ、香港、シンガポール、台湾、中国、ヴェトナムなどのオペラハウスやクラシックホール）。

### 2010年以降のツアー
- 2017年3月12日: スイス　ジュネーブ　ビクトリア・ホール　（結成30周年念公演）

- 2017年3月10日 スイス モントルー ストラヴィンスキー・ホール（結成30周年念公演）
- 2015年11月: シンガポール ビクトリア・コンサート・ホール
- 2014年11月: タイ バンコク Aksra Theatre
- 2013年10月: スイス グラン シアター・グラン・チャンプ
- 2012年9月: スイス メジエール Théâtre du Jorat
- 2012年11月: スイス モンティ Théâtre du Crochetan
- 2012年12月: スイス オネ Spectacles Onésiens
- 2011年9月: スイス ヴィラール
- 2011年4月: スイス フリブール
- 2010年11月: スイス ローザンヌ スタインウェイ・ホール
- 2010年7月: タイ バンコク
- 2010年7月: 中国 上海
- 2010年7月: 中国 広東
- 2010年7月: 中国 北京

## 批評
- 七台のピアノが輪になって光と影の中にある姿は実に美しい。そんなスペクタクルを目にするのは心躍る体験だ。

　　（スイス・トリビューン・ド・ジュネーブ新聞より）
- 30周年記念公演に関しての記事　スイス・ル・タン新聞（フランス語）[1]

## その他
- ピアノセブン（公式サイト フランス語）[2]

- ライブ・イン・バンコク Facebook （バンコク公演専用サイト）[3]
- 1995年に収録されたピアノセブンの演奏　(スイス・RTS放送局）